# Jos Blijlevens
Jos Blijlevens is een personage uit de Vlaamse ziekenhuisserie Spoed dat werd gespeeld door Wim Van de Velde. Hij was een vast personage van 2000 tot 2003.

## Personage
Dokter Jos Blijlevens is een uitstekende arts, maar heeft de reputatie van een echte vrouwengek. In seizoen 1 heeft hij een relatie met verpleegster Anouk Van Diest. Nadat ze door Luc betrapt worden tijdens een vrijpartij op het werk, wordt Anouk overgeplaatst. Nadien had hij nog even iets met Marie, om vervolgens een vaste relatie te beginnen met Fien. Wanneer Fien last krijgt van een hernia, wordt ze overgeplaatst naar pediatrie. Jos maakt van de gelegenheid gebruik om haar nog even te bedriegen, met Melinda De Cock, iets waar ambulancier Cisse absoluut niet tegen kan en hem meermaals voor op de vingers tikt.
In seizoen 4 wordt Jos samen met Luc voor de rechter gedaagd, nadat een jonge patiënt bij hem op de operatietafel sterft. Jos en Luc riskeren een celstraf, maar uiteindelijk worden ze vrijgesproken. Blijkt dat de medische expert zich wou wreken op Luc Gijsbrecht, en de twee eigenlijk helemaal niets fout hadden gedaan.
Wanneer zijn vriendin Fien hem in seizoen 5 vertelt dat ze zwanger is, slaan bij hem de stoppen door. Hij wil helemaal geen vader worden. Later verdwijnt die negatieve gedachte wel wat, maar wanneer ze hem dan vraagt om te trouwen, ontstaat er opnieuw ruzie. Zo lijken ze wat uit elkaar te groeien, mede doordat Jos haar ondertussen bedriegt met Melinda De Cock.
Wanneer Fien, aan het einde van seizoen 5, ze is dan hoogzwanger, iets in haar huis wil repareren, verwondt ze zich. Ze moet onmiddellijk bevallen. Gelukkig gaat alles goed en zijn Jos en Fien even later de trotse ouders van Josefien. Vanaf dan lijkt Jos toch definitief voor haar en zijn kind te kiezen, al blijft trouwen toch een heikel punt voor hem.

### Vertrek
Op het huwelijk van Luc en Marijke wordt een aanslag gepleegd, waarbij ambulancier Cisse om het leven komt. Een paar dagen daarna wordt Jos opgeroepen om een man te gaan verzorgen die getroffen is door een hartaanval. In het begin doet Jos er alles aan deze man erdoor te halen, maar als Bob, die samen met Jos mee is opgeroepen om de man te verzorgen, hem vertelt dat de man die voor hem ligt de dood van Cisse op zijn geweten heeft, laat Jos hem uit wraak sterven. Hij beseft nadien dat hij een zware medische fout gemaakt heeft en neemt plots ontslag met onmiddellijke ingang. Luc begrijpt er eerst niets van, maar later ontvangt hij een brief van Jos waarin zijn beslissing uitgelegd staat. Samen met Fien en hun dochtertje vertrekt hij naar Rwanda, om er te gaan werken voor een project van de Rwandese regering. Na de indiening van zijn ontslag in aflevering 129 komt hij niet meer in beeld.

## Familie
- Fien Aerts (partner)
- Josefien Blijlevens (dochter met Fien)